# Горка (иконография)
Го́рка — основной элемент изображения пейзажа в канонической православной иконописи. Горки имеют вид уступчатых нагромождений-лещадок в виде простейших геометрических форм, напоминающих усеченный квадрат или прямоугольник, завершенный декоративными элементами козелка́ми, приобретавшими всё более сложные очертания. Со второй половины XVII века горки заменяются наиболее гладкими, напоминающими реальные рельефы, объемными холмами. Среди многоплановой символики горок — наносимые свинцовыми белилами лещадки символизируют в иконе связь с горним, удаляя от порочного мира, поглощаемого бездной, изображаемой как правило внизу.